# Orde van Chiang Kai-shek
De Orde van Chiang Kai-shek werd op 11 januari 1980 in Taiwan ingesteld ter nagedachtenis van de Chinese president Chiang Kai-shek (ook "Chiang Chung-Cheng" geschreven) als onderscheiding voor bijdragen aan de "drie principes van het Chinese volk"; nationale ontwikkeling,herstel van de Chinese cultuur en democratisering. De onderscheiding kent slechts één enkele graad; die van Grootlint.

De gedecoreerden dragen het kleinood van de orde aan een breed lint over de schouder en de ster van de orde op de linkerborst.

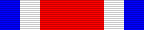
Lint